# بوجونا استامنوف
بوجونا استامنوف (به انگلیسی: Bojana Stamenov) (زاده ۲۴ ژوئن ۱۹۸۶) خواننده صربستانی است.
او در مسابقه آواز یوروویژن ۲۰۱۵ نماینده صربستان بود.